# Lac Pelletier n.º 107
Lac Pelletier n.º 107 es un municipio rural canadiense situado en la provincia de Saskatchewan.

## Superficie
Lac Pelletier n.º 107 tiene una superficie de 841,37 km².

## Demografía
En 2021, tenía 563 habitantes, una densidad poblacional de 0,7 hab./km², y 466 viviendas.